# Улієш (Хунедоара)
Улієш (рум. Ulieș) — село у повіті Хунедоара в Румунії. Входить до складу комуни Гурасада.
Село розташоване на відстані 320 км на північний захід від Бухареста, 24 км на північний захід від Деви, 117 км на південний захід від Клуж-Напоки, 110 км на схід від Тімішоари.

## Населення
За даними перепису населення 2002 року у селі проживали 84 особи, з них 83 особи (98,8%) румунів. Рідною мовою 83 особи (98,8%) назвали румунську.